# Léon David (Politiker)
Léon David (* 19. Juni 1901 in Roquevaire; † 26. August 2000 in Carnoux-en-Provence) war ein französischer Politiker. Er war von 1946 bis 1978 Mitglied des Conseil de la République und des daraus hervorgehenden Senats.
David wurde mit fünfzehn zum Familienoberhaupt, nachdem sein älterer Bruder im Ersten Weltkrieg gefallen war. Er machte eine Ausbildung zum Schmied und nahm nach Kriegsende an pazifistischen Demonstrationen teil. Auf diese Weise entwickelte er Kontakte zur Parti communiste français, der er 1925 beitrat. 1929 wurde er erstmals aufgrund seiner politischen Aktivität verhaftet. 1934 wurde er in den Rat des Arrondissements Aix gewählt. Während der Besatzungsherrschaft der Wehrmacht wurde David mehrmals verhaftet und nahm auf politischer Ebene an der Résistance teil. 1946 zog er in den Conseil de la République ein. Er wurde 1948 und 1955 wiedergewählt und war ab 1959 auch gewähltes Mitglied des Senats. Ab 1971 war er außerdem Bürgermeister seiner Heimatstadt Roquevaire, was er bis 1989 blieb. 1978 trat von seinem Mandat als Senator zurück und wurde von seinem Parteifreund Louis Minelli beerbt. David starb 2000 im Alter von 99 Jahren.